# جيفري تشوسر

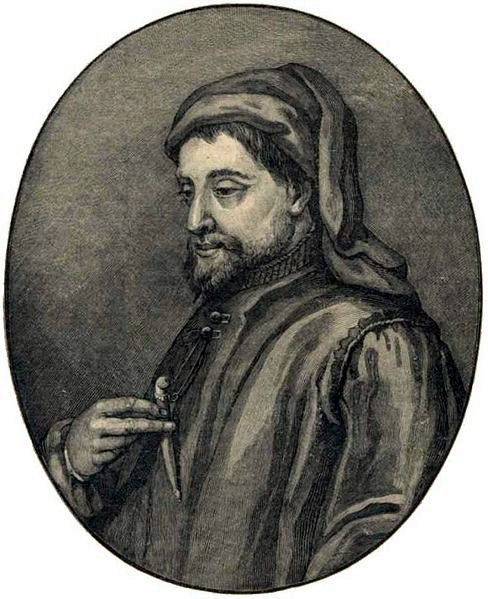
جيفري تشوسر

جيفري تشوسر (بالإنجليزية: Geoffrey Chaucer)‏ عاش في الـقرن 14 ما بين أعوام (1343 – 25 أكتوبر 1400) شاعر إنجليزي يُعدّ أبرز الشعراء الإنجليز في العصور الوسطى، قبل عهد شكسبير، وأكبر الشعراء الهزليين في تاريخ الأدب الإنجليزي. لقب بأب الشعر الإنجليزي، ويُعدّ من أقدم الشعراء الإنجليز المعروفين.
عمل في خدمة الدولة، وعُهد إليه في أداء بعض المهام الدبلوماسية، في الفلاندر وفرنسا وإيطاليا وقد مكّنته رحلاته هذه من الاطلاع على الأدبين، الفرنسي والإيطالي. من أشهر آثاره حكايات كانتربري وقد شرع في وضعها حوالي عام 1386 ولم يقدّر له أن يُتمّها. وهي تتميز بالظرافة والواقعية، وبنزعة إنسانية متّقدة. ومن بين أعماله الأخرى المعروفة: `كتاب الدوقة` (عام 1369)، و`ترويلس وكريسيد` (عام 1385).

## نشأته وتكوينه الأدبي
ولد جيفري تشوسر في مدينة لندن عام 1343 لعائلة من الطبقة الوسطى. عمل كمراقب للجمارك بين عامي 1374 إلى 1386. ثم عمل ككاتب لأشغال الملك من 1389 إلى 1391. عين قاضياً في عام 1385، ثم عضواً في البرلمان في عام 1386. كان ينظر إلى أسلوب الحب الأرستقراطي الذي يعرف بـ «حب القصور»، وكان في شعره ينتقد أسلوب المثل الرفيعة. انتقد الكنيسة في عمله المعروف باسم «حكايات كانتربري» وذلك بتصويره للراهب والناسك والداعي للمثول أمام الكنيسة.
في مهام دبلوماسية غادر إلى الفلاندرز وإيطاليا وإسبانيا. وتأثر بكتابهم خاصة دانتي وبترارك. كان ملماً بالكلاسيكية اللاتينية واللاهوت. مؤلفاته النثرية تتضمن «سلوى الفلسفة» ومقالات حول الفلك. كان أول شاعر إنجليزي يقوم باستعمال الوزن الملحمي في شعره، فاستخدم بيتين موزونين مؤلفين من نظم خماسي التفعيل. أما عمله الآخر المشهور فهو «كتاب الدوقة» (بالإنجليزية: The Book of the Duchess)‏ فيه قصيدة تأملية في وفاة زوجة جون جوانت.

## روابط خارجية
- جيفري تشوسر على موقع الموسوعة البريطانية (الإنجليزية)
- جيفري تشوسر على موقع ميوزك برينز (الإنجليزية)
- جيفري تشوسر على موقع قاعدة بيانات برودواي على الإنترنت (الإنجليزية)
- جيفري تشوسر على موقع إن إن دي بي (الإنجليزية)
- جيفري تشوسر على موقع ديسكوغز (الإنجليزية)